# Јездимир Ловић
Јездимир Ловић (Горње Лопиже, код Сјенице, 18. март 1919 — Крупице, код Пљеваља, средина августа 1943) био је учесник Народноослободилачке борбе и народни херој Југославије.

## Биографија
Рођен је 18. марта 1919. године у селу Горње Лопиже, код Сјенице. Потицао је из сиромашне сељачке породице. Основну школу завршио је у родном селу 1931, а грађанску школу завршио је у Сјеници 1935. године. Потом је у потрази за запослењем, отишао у Београд. После дуже потраге, примљен је у интернат српског привредног друштва „Привредник”, где је дању радио као шегрт у књижари, а ноћу похађао шегртску школу.
Још као шегрт, учествовао је у акцијама револуционарне трговачке омладине. Године 1937. постао је члан Радничког спортског друштва „Полет”. Брзо се истакао у акцијама привредникове омладине, као и у раду друштва „Полет”, па је 1938. примљен у чланство Савеза комунистичке омладине Југославије (СКОЈ). Био је учесник и организатор многих радничких организација и штрајкова, међу којима су и демонстрације од 14. децембра 1939. године. Био је један од организатора штрајка револуционарног дела привредникове омладине, због чега је избачен из дома. Истакао се у омладинским демонстрацијама, 8. септембра 1940. у Кошутњаку, после чега је ухапшен и задржан у полицији све до војног пуча од 27. марта 1941. године. У чланство Комунистичке партије Југославије (КПЈ) примљен је у току 1940. године.
После окупације Југославије 1941, напустио је Београд и отишао у родни крај, где се одмах укључио у припреме за организовање устанка. У јесен 1941. када је формирана Сјеничка партизанска чете, постао је заменик политичког комесара. Већ у првим борбама се истицао храброшћу, а посебно се истакао приликом напада на Сјеницу, 22. децембра 1941. године. Када је фебруара 1942. формиран Први златарски батаљон, постављен је за заменика политичког комесара батаљона.
Када је од санџачких батаљона 5. јуна 1942, у околини Фоче, формирана Трећа пролетерска санџачка ударна бригада постављен је за заменика политичког комесара њеног Првог батаљона. Након погибије Рифата Бурџовића, октобра 1942. постављен је на дужност заменика политичког комесара бригаде. Од јуна 1942. до априла 1943. прошао је ратни пут Треће санџачке бригаде и учествовао у многим борбама, током којих се истакао као храбар борац и способан војни и политички руководилац.
Крајем маја 1943, одлуком Централног комитета КПЈ напустио је бригаду и преузео функцију секретара Обласног комитета КПЈ за Санџак. После неколико дана, с тридесетак бораца је из рејона Недајна, код Плужина, кренуо према Санџаку. Одмах по ступању на дужност секретара Обласног комитета развио је интензивну партијску делатност — обновио је Среске комитете, обновио и формирао нове партијске организације и др. Ови партијски активи изводили су оружане акције против окупатора и квислинга. Обласни комитет, под његовим руководством организовао је прихватање и окупљање Треће санџачке бригаде, који су се после битке на Сутјесци, враћали у Санџак.
Средином августа 1943, у близини села Крупице, код Пљеваља, упао је у четничку заседу и погинуо.
Указом Президијума Народне скупштине ФНР Југославије 14. децембра 1949. проглашен је за народног хероја.